# Клюнеста ровеща аспида
Клюнестите ровещи аспиди (Atractaspis duerdeni) са вид влечуги от семейство Atractaspididae.
Разпространени са в саваните на Южна Африка.
Таксонът е описан за пръв път от Люис Хенри Гъф през 1907 година.